# Glyptophidium japonicum
Glyptophidium japonicum is een straalvinnige vissensoort uit de familie van naaldvissen (Ophidiidae). De wetenschappelijke naam van de soort is voor het eerst geldig gepubliceerd in 1936 door Kamohara.